# 分数イデアル
数学、特に可換環論において、分数イデアル（英: fractional ideal）の概念は整域の文脈で導入され、特にデデキント整域の研究において成果が多い。ある意味で、整域の分数イデアルは分母が許されたイデアルのようなものである。分数イデアルと普通の環のイデアルがともに議論に出てくるような文脈では、明確にするために後者を整イデアル (integral ideal) と呼ぶこともある。

## 定義と基本的な結果
R を整域とし K をその分数体とする。R の 分数イデアルは K の 0 でない R-部分加群 I であって、0 でない r ∈ R が存在して rI ⊆ R となるようなものである。元 r は I の分母をはらっていると考えることができる。単項分数イデアル (principal fractional ideal) は K のただ一つの 0 でない元によって生成される K のそのような R-部分加群である。分数イデアル I が R に含まれるのはそれが R の（'整'）イデアルであるとき、かつそのときに限る。
分数イデアル I は次のようなとき可逆 (invertible) であると言う。別の分数イデアル J が存在して IJ = R （ただし IJ = {a1b1 + a2b2 + ⋯ + anbn : ai ∈ I, bi ∈ J, n ∈ Z>0} で、これは二つの分数イデアルの積 (product) と呼ばれる）。このとき、分数イデアル J は一意的に定まり、一般化であるイデアル商 に等しい：
{\displaystyle (R:I)=\{x\in K:xI\subseteq R\}.}
可逆分数イデアルの集合は単位イデアル R 自身を単位元として上記の積に関してアーベル群をなす。この群は R の分数イデアルの群と呼ばれる。単項分数イデアルは部分群をなす。分数イデアルが可逆であるのはそれが R-加群として射影的であるとき、かつそのときに限る。
K のすべての有限生成 R-部分加群は分数イデアルであり、R がネーター環ならばこれらが R の分数イデアルのすべてである。

## デデキント整域
デデキント整域において、この状況ははるかに単純である。特に、すべての分数イデアルは可逆である。実はこの性質はデデキント整域を特徴づける。整域がデデキント整域であるのはすべての分数イデアルが可逆であるとき、かつそのときに限る。
分数イデアルの群を単項分数イデアルからなる部分群で割った商群はデデキント整域の重要な不変量であり、イデアル類群と呼ばれる。

## 因子的イデアル
によって分数イデアル I を含むすべての単項分数イデアルの共通部分を表記する。同じことだが、
{\displaystyle {\tilde {I}}=(R:(R:I))}
である、ただし上記のように
{\displaystyle (R:I)=\{x\in K:xI\subseteq R\}}
である。 = I であれば I は 因子的 (divisorial) であると言う。言い換えると、因子的イデアルは分数単項イデアルのある空でない集合の 0 でない共通部分である。I が因子的で J が分数イデアルであれば、(I : J) は因子的である。
R を局所クルル整域（例えばネーター整閉局所整域）とする。すると R が離散付値環であることと R の極大イデアルが 因子的であることは同値である。
因子的イデアルについて昇鎖条件を満たすような整域は森整域と呼ばれる。

## 注
1. ↑  Bourbaki 1998, Ch. VII, §1.
2. ↑  Bourbaki 1998, Ch. VII, § 1, n. 7. Proposition 11..
3. ↑  http://projecteuclid.org/DPubS/Repository/1.0/Disseminate?view=body&id=pdffirstpage_1&handle=euclid.rmjm/1187453107